# Eduard van Beinum
Eduard van Beinum est un chef d'orchestre néerlandais, né le 3 septembre 1900 à Arnhem et mort le 13 avril 1959 à Amsterdam.

## Biographie
Après avoir étudié le violon et le piano dès son plus jeune âge, il est engagé comme violoniste dans l'orchestre d'Arnhem en 1918 avant d'en devenir le chef de 1927 à 1931. Puis il rejoint l'Orchestre du Concertgebouw d'Amsterdam comme chef assistant de Wilhelm Mengelberg jusqu'en 1938, date à laquelle il devient chef principal aux côtés de Mengelberg.
En 1947, il devient chef de l'Orchestre philharmonique de Londres mais revient très vite à Amsterdam afin d'y assumer seul la direction musicale, jusqu'à son décès inattendu lors d'une répétition à seulement 58 ans. De 1956 à sa mort, il a également assuré la direction musicale de l'Orchestre philharmonique de Los Angeles.

## Répertoire
Il reste bien moins connu que son prédécesseur Willem Mengelberg ou son successeur Bernard Haitink en raison d'une direction classique et respectueuse de la partition.